# Kruisvaarders van Sint-Jan

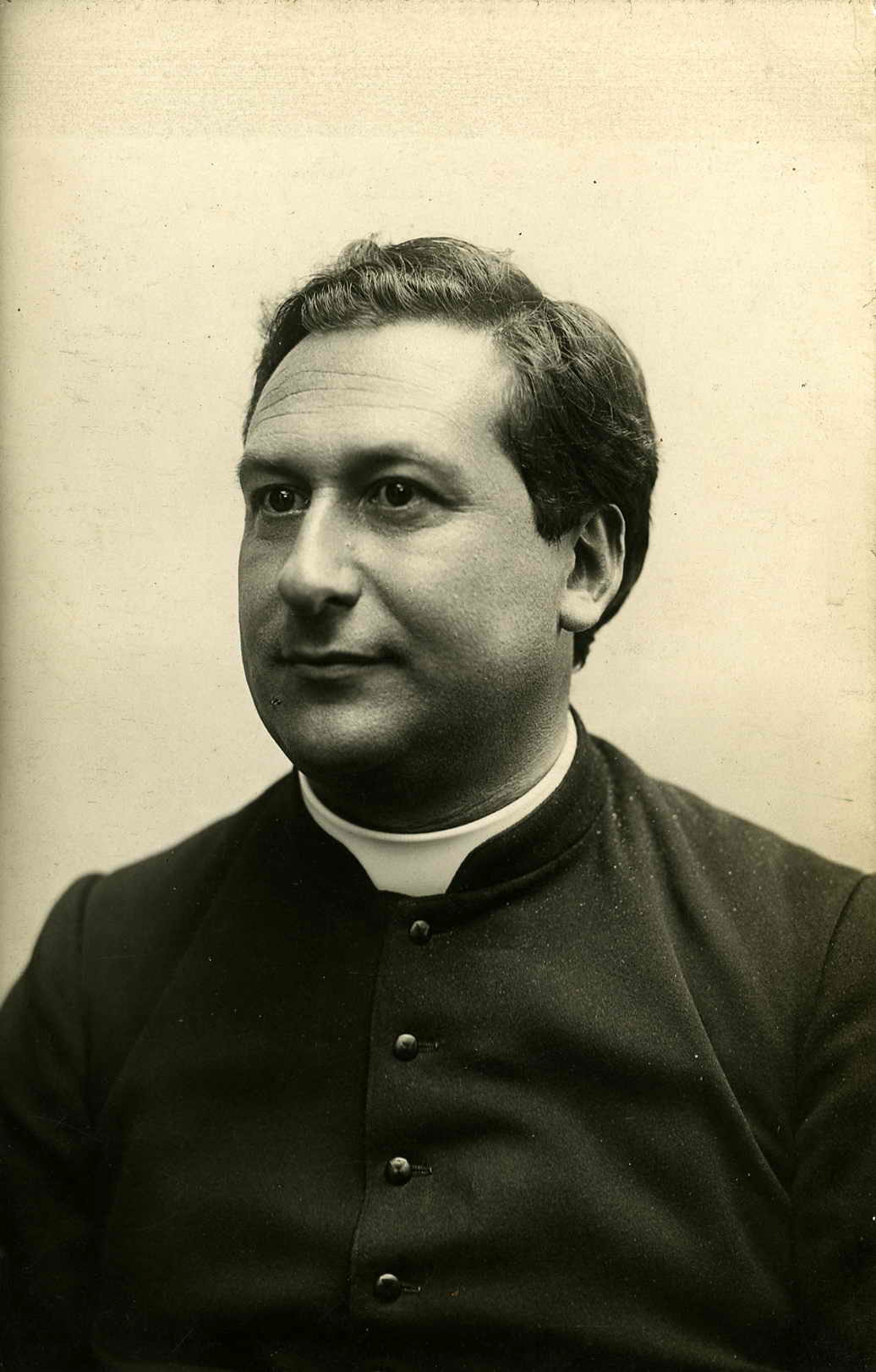
Jac. van Ginneken, de stichter van de congregatie

De Kruisvaarders van Sint-Jan (officieel: Gezelschap van de Kruisvaarders van Sint-Jan) zijn een seculier instituut, een gemeenschap van leken, dat in 1922 als lekencongregatie is opgericht door Jac. van Ginneken.
Van Ginneken richtte in Den Haag in 1922 een lekencongregatie voor mannen Peter Kanis-kaerels op, nadat hij in 1919 de Vrouwen van Bethanië had gesticht. Aanvankelijk waren zij beide gevestigd op landgoed Overvoorde in Rijswijk (Zuid-Holland), maar ongehuwde mannen en vrouwen op zo'n korte afstand van elkaar leidde tot achterdocht bij de katholieke gemeenschap. In 1925 verhuisde de mannengemeenschap daarom naar Nieuwvoorde ook in Rijswijk en kreeg een nieuwe naam "De gemeenschap van de Kruisvaarders van Sint-Jan". Sinds 1948 vormen de Kruisvaarders een seculier instituut. 
De gemeenschap lijkt naar de vorm sterk op een broedercongregatie. Men legt niet zoals religieuzen kloostergeloften af, maar belooft wel te leven naar de evangelische raden. Na de beginjaren met straatprediking legden de Kruisvaarders zich toe op volwassenenapostolaat en de opvang van daklozen, er werd (technisch) onderwijs verzorgd en werk verschaft in eigen internaten en opvanghuizen, onder andere in Rotterdam, Utrecht (Labrehuis), Haarlem, Rijswijk-Nieuwvoorde (Ora et Labora), Zeist (Ma Retraite), Maastricht, Rumpen (Ons werkkamp) en Curaçao (Brakkeput Ariba). Na de Tweede Wereldoorlog werd het gezelschap ook buiten Nederland actief. 
In 1944 werd het hoofdkwartier in Rijswijk-Nieuwvoorde verwoest door een uit koers geraakte Duitse V2-raket waarbij veertien personen gedood werden. Tijdelijk onderkomen werd in landgoed Zuidhoorn in Rijswijk gevonden. In 1946 verhuisde het hoofdkwartier van de Kruisvaarders van Rijswijk naar de voormalige buitenplaats De Boeckhorst, Schouwweg 69 in Wassenaar, dat de naam Van Ginnekenhuis kreeg. In 1958 verhuisde het naar landgoed Duinzicht aan de Vogelenzangseweg in Vogelenzang en in 1986 naar villa ‘t Clooster, Hageveld 1 in Heemstede. In 2001 werd de villa verkocht en verhuisde het gezelschap naar Noordwijkerhout.

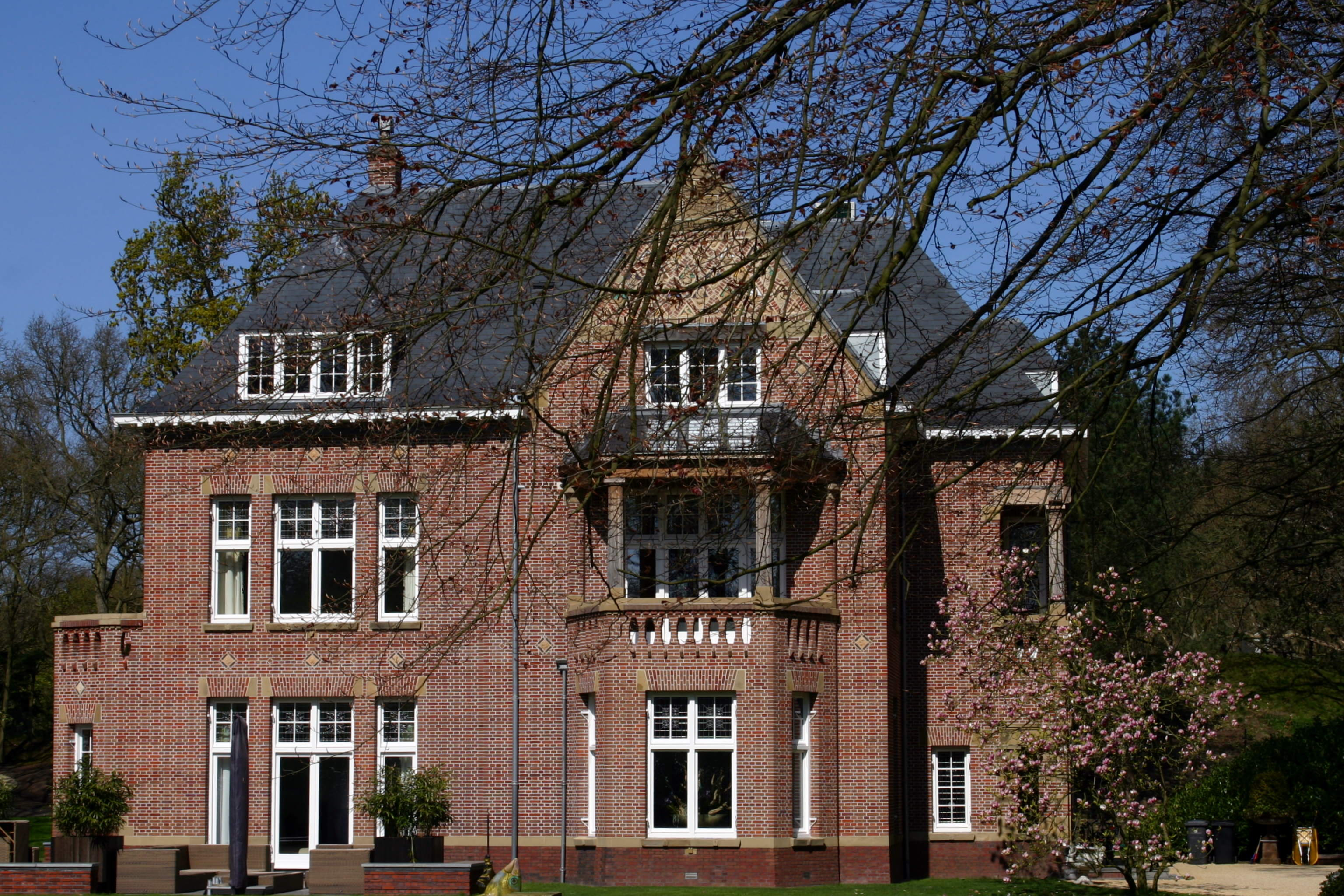
De Boeckhorst, Wassenaar
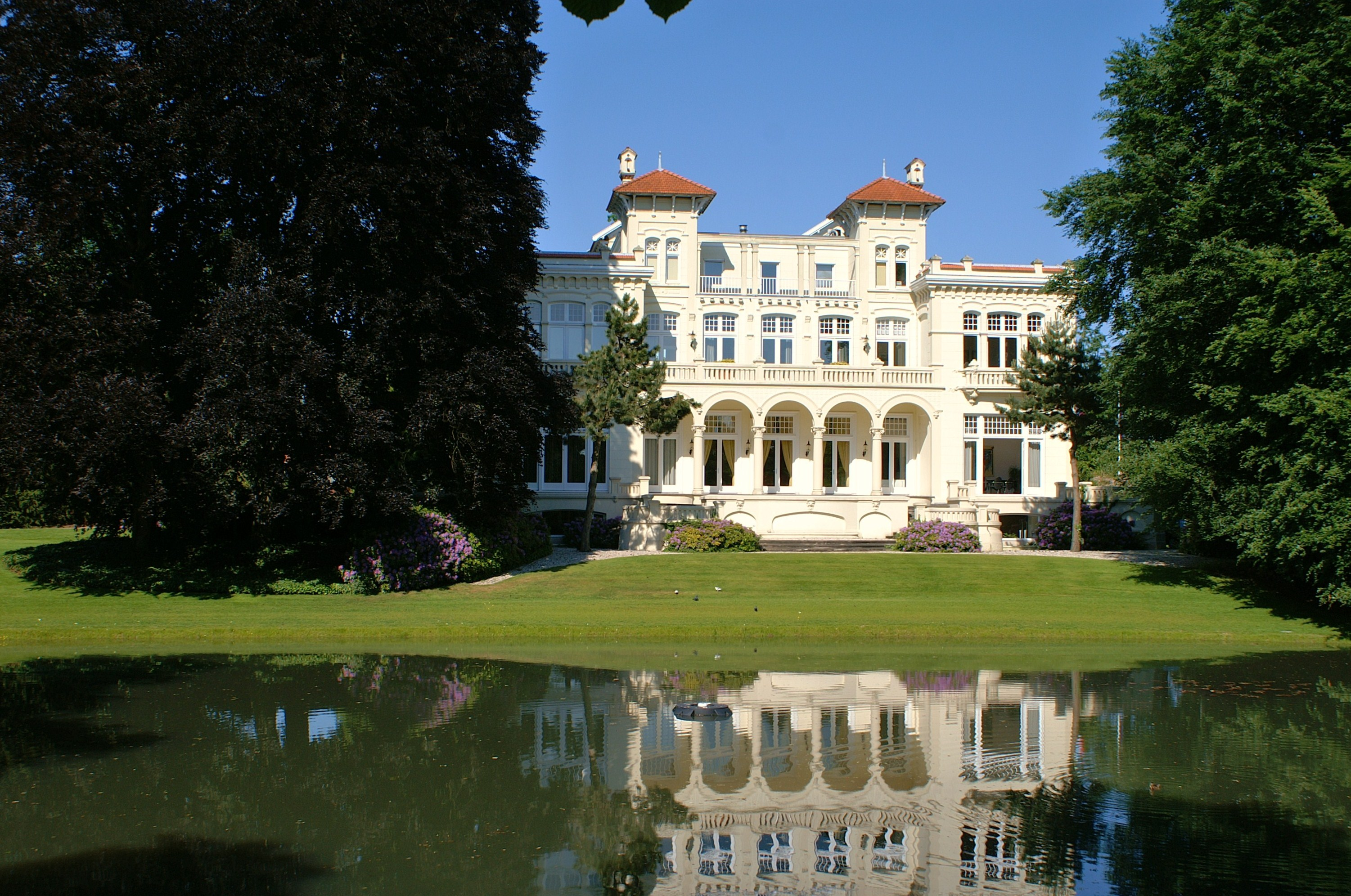
Ma Retraite, Zeist
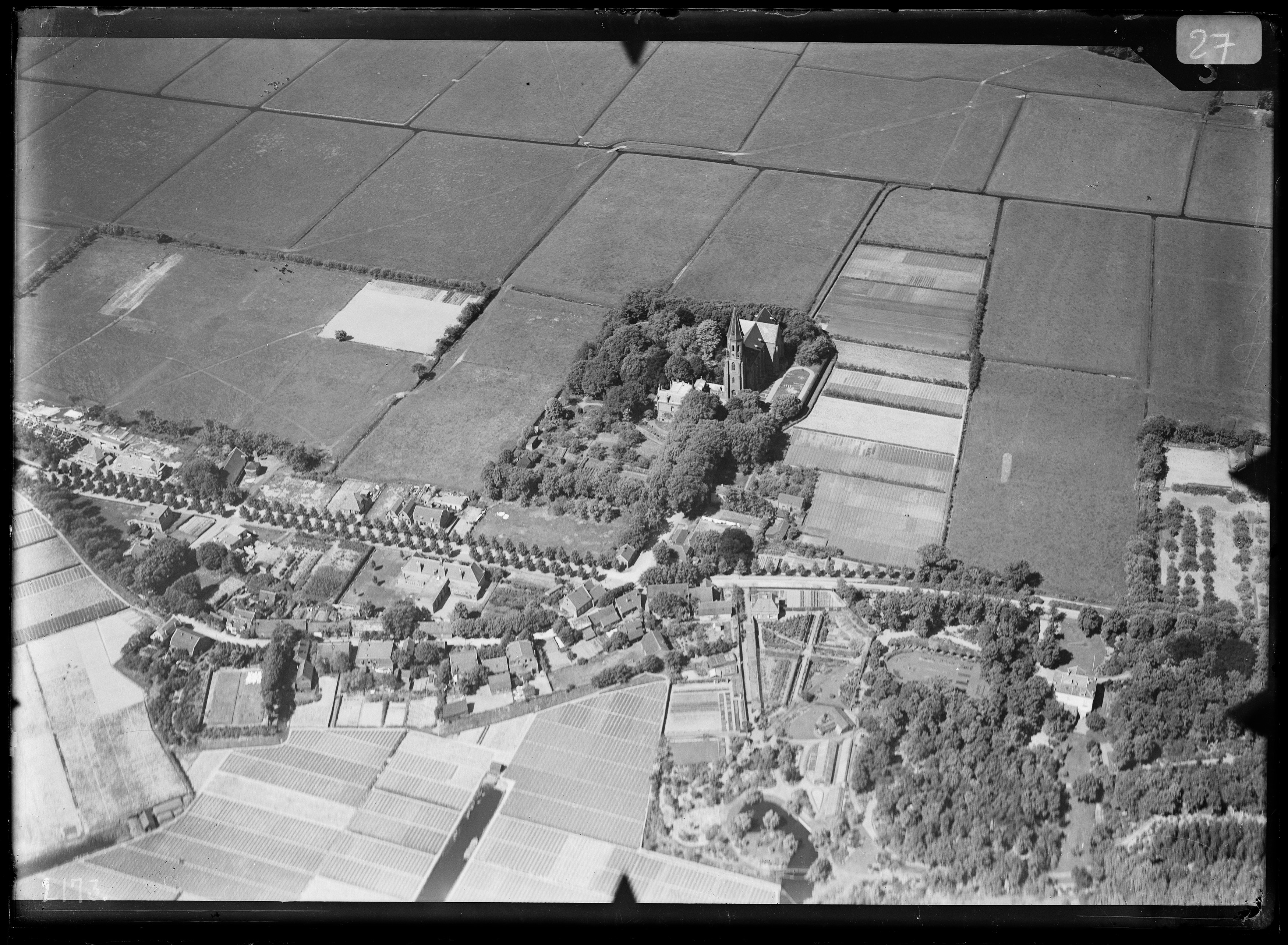
Landgoed Duinzicht, Vogelenzang (rechtsonder)
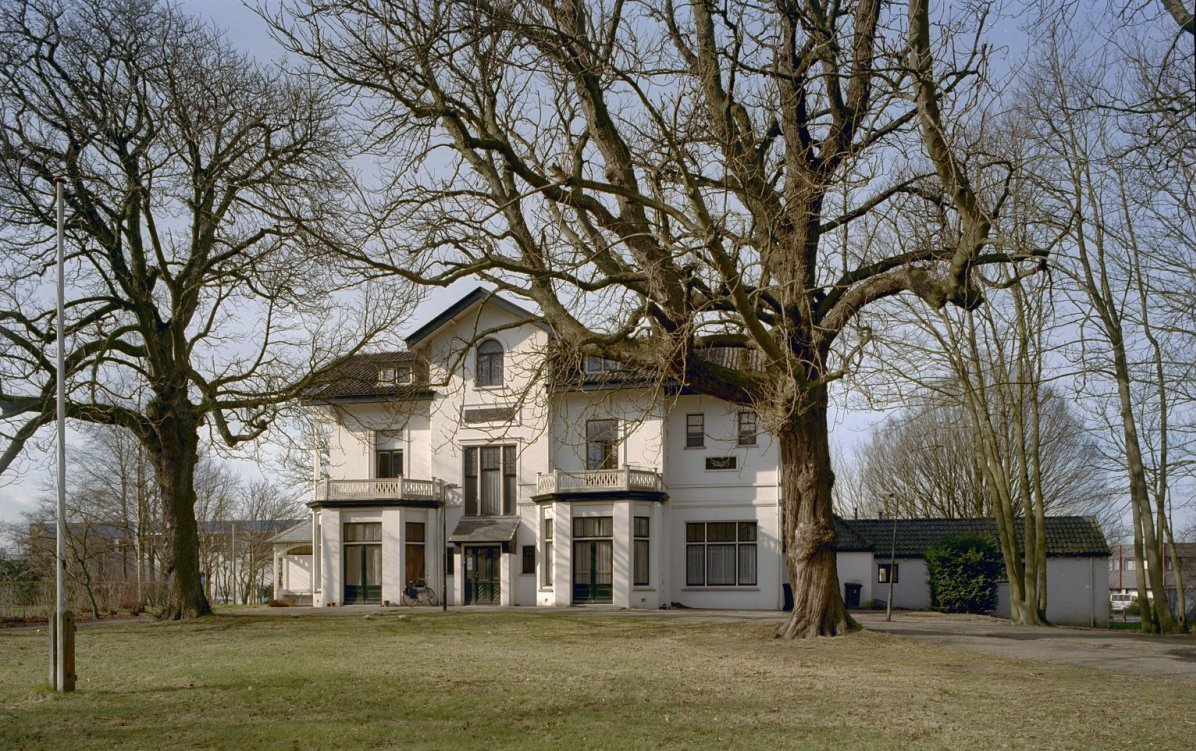
't Clooster, Heemstede
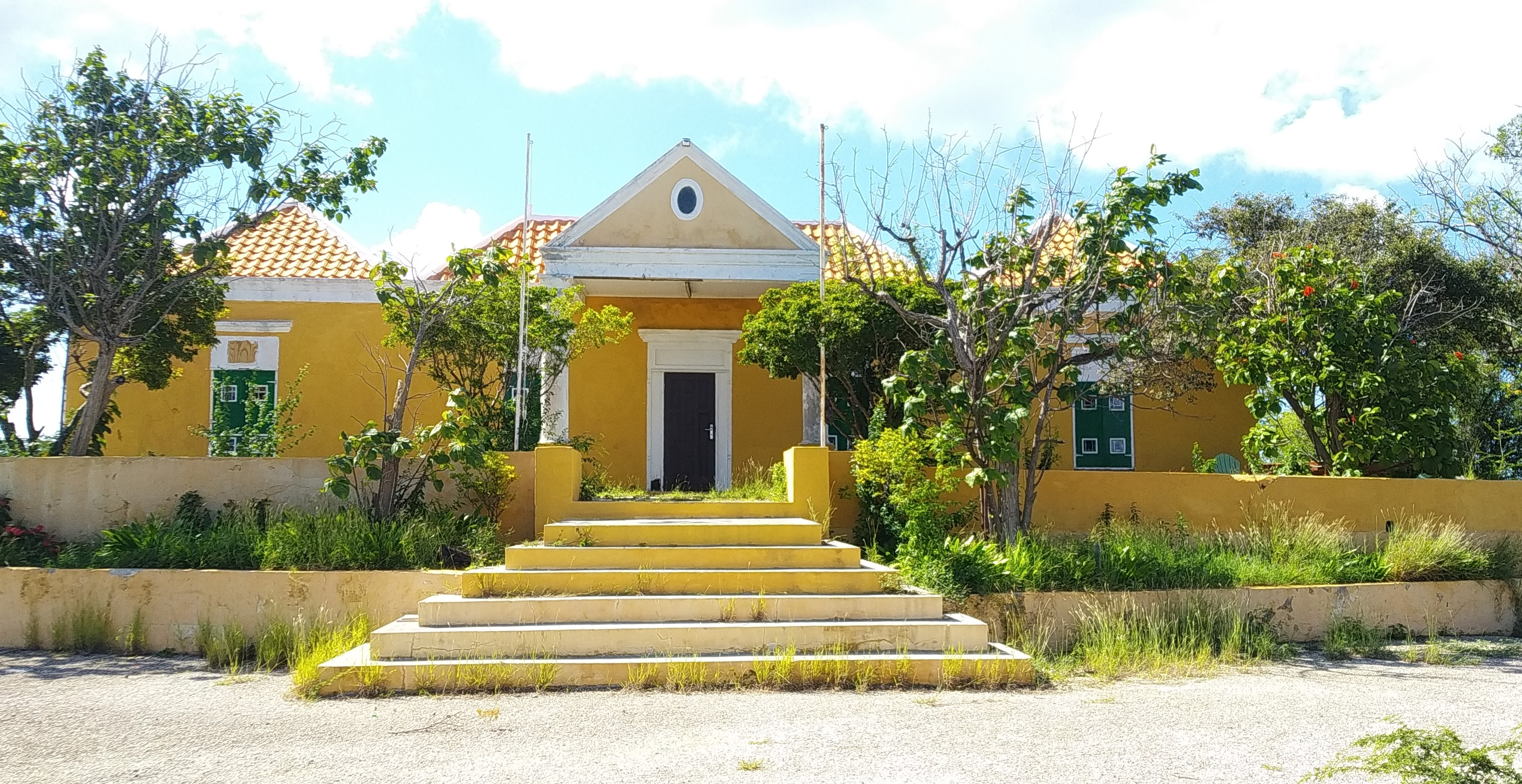
Brakkeput Ariba, Curaçao